# Krzyzanowskisaurus
Krzyzanowskisaurus là một chi archosauria sống vào thời kỳ Trias muộn.